# Hank Cochran
Garland Perry "Hank" Cochran (Isola, 2 augustus 1935 - 15 juli 2010) was een Amerikaans countrymuziek-singer-songwriter. Hij schreef sinds de jaren zestig talrijke songs, waaronder verschillende nummers die grote hits werden van Patsy Cline, Ray Price, Eddy Arnold en anderen. Cochran bracht tussen 1962 en 1980 ook zelf verschillende nummers uit en bereikte hiermee zevenmaal de country-hitlijst van Billboard. Hij werd opgenomen in de Nashville Songwriters Hall of Fame (1974) en de Country Music Hall of Fame (2014) en in de Mississippi Musicians Hall of Fame.

## Artiesten die nummers van Cochran opnamen
| - Eddy Arnold - Patsy Cline - Natalie Cole - Elvis Costello - Bing Crosby - Ella Fitzgerald - Mickey Gilley - Vern Gosdin - Merle Haggard - Emmylou Harris | - Rebecca Lynn Howard - Burl Ives - George Jones - Norah Jones - Loretta Lynn - Henry Mancini - Dean Martin - Reba McEntire - Ronnie Milsap - Brad Paisley | - Johnny Paycheck - Elvis Presley - Ray Price - Jim Reeves - Linda Ronstadt - Dinah Shore - Nancy Sinatra - George Strait - Hank Williams jr. - Lee Ann Womack - Jamey Johnson) |

## Hits
| Jaar | Single                                    | Hoogste plaats in de hitlijst |
| Jaar | Single                                    | US Country                    |
| ---- | ----------------------------------------- | ----------------------------- |
| 1962 | "Sally Was a Good Old Girl"               | 20                            |
| 1962 | "I'd Fight the World"                     | 23                            |
| 1963 | "A Good Country Song"                     | 25                            |
| 1967 | "All of Me Belongs to You"                | 70                            |
| 1978 | "Willie"                                  | 91                            |
| 1978 | "Ain't Life Hell" (met Willie Nelson)     | 77                            |
| 1980 | "A Little Bitty Tear" (met Willie Nelson) | 57                            |